# Llengua yasa
El yasa (Yassa) és una llengua bantu de Camerun (uns 1.490 parlants al departament Océan de la Regió del Sud (Camerun)) i Guinea Equatorial parlada pels pobles pescadors de la costa, coneguts com a ndowe o playeros (uns 910 parlants. També és parlat pels pigmeus, potser babongo, a Gabon.
El yasa també és conegut com a Bongwe, Lyaasa, i Maasa. Els principals dialectes sónIyasa, Bweko, Vendo, Bodele, Marry, One, Asonga, Bomui, Mogana, Mooma, Mapanga. Podria ser un dialecte del Kombe.